# Liste von Bergen und Erhebungen in Tansania
Dies ist eine Liste von Bergen und Erhebungen in Tansania:
| Höhe   | Gipfel           | Gebirge          | Region           | Koordinate            | Bemerkung                             |
| ------ | ---------------- | ---------------- | ---------------- | --------------------- | ------------------------------------- |
| 5895 m | Kibo             | Kilimandscharo   | Kilimandscharo   | 03° 04′ S, 037° 21′ O | höchste Erhebung; anderer Name: Uhuru |
| 5149 m | Mawenzi          | Kilimandscharo   | Kilimandscharo   | 03° 06′ S, 037° 27′ O |                                       |
| 4566 m | Meru West        | Kilimandscharo   | Arusha           | 03° 15′ S, 036° 46′ O |                                       |
| 3952 m | Klute Peak       | Kilimandscharo   | Kilimandscharo   | 03° 02′ S, 037° 13′ O |                                       |
| 3648 m | Loolmalasin      | Crater Highlands | Arusha           | 03° 00′ S, 035° 30′ O |                                       |
| 3420 m | Mount Hanang     |                  | Manyara          | 04° 26′ S, 035° 24′ O |                                       |
| 2961 m | Mtorwi           | Kipengere-Berge  | Njombe, Ruvuma   |                       |                                       |
| 2960 m | Ol Doinyo Lengai | Crater Highlands | Arusha           | 02° 46′ S, 035° 55′ O |                                       |
| 2942 m | Gelai            | Crater Highlands | Arusha           | 02° 36′ S, 036° 12′ O |                                       |
| 2895 m | Mount Mbeya      | Mbeya-Range      | Mbeya            |                       |                                       |
| 2800 m | Kitumbeine       | Crater Highlands | Arusha           | 02° 54′ S, 036° 13′ O |                                       |
| 2652 m | Monduli          | Monduli          | Arusha           | 03° 15′ S, 036° 29′ O |                                       |
| 2637 m | Mount Longido    | Crater Highlands | Arusha           | 02° 41′ S, 036° 42′ O |                                       |
| 2621 m | Ngozi            | Poroto-Berge     | Mbeya            |                       |                                       |
| 2576 m | Luhombero        | Udzungwa-Berge   | Iringa           | 07° 47′ S, 036° 36′ O |                                       |
| 2463 m | Shengena         | Pare-Gebirge     | Kilimandscharo   |                       |                                       |
| 2462 m | Sisaba           |                  | Kigoma           | 06° 09′ S, 029° 49′ O |                                       |
| 2462 m | Selegu           |                  | Iringa           | 07° 29′ S, 036° 09′ O |                                       |
| 2450 m | Kimhandu         | Uluguru          | Arusha           |                       |                                       |
| 2400 m | Nguru            | Nguru Mountains  | Morogoro         |                       |                                       |
| 2373 m | Sibindi          |                  | Kigoma           | 06° 07′ S, 029° 48′ O |                                       |
| 2339 m | Nyumbenito       |                  | Iringa           | 07° 48′ S, 036° 21′ O |                                       |
| 2301 m | Sungwi           | Usambara-Berge   | Tanga            |                       |                                       |
|        |                  | Rubeho-Berge     | Dodoma, Morogoro |                       |                                       |